# حكاية الاصلع والبعوضة

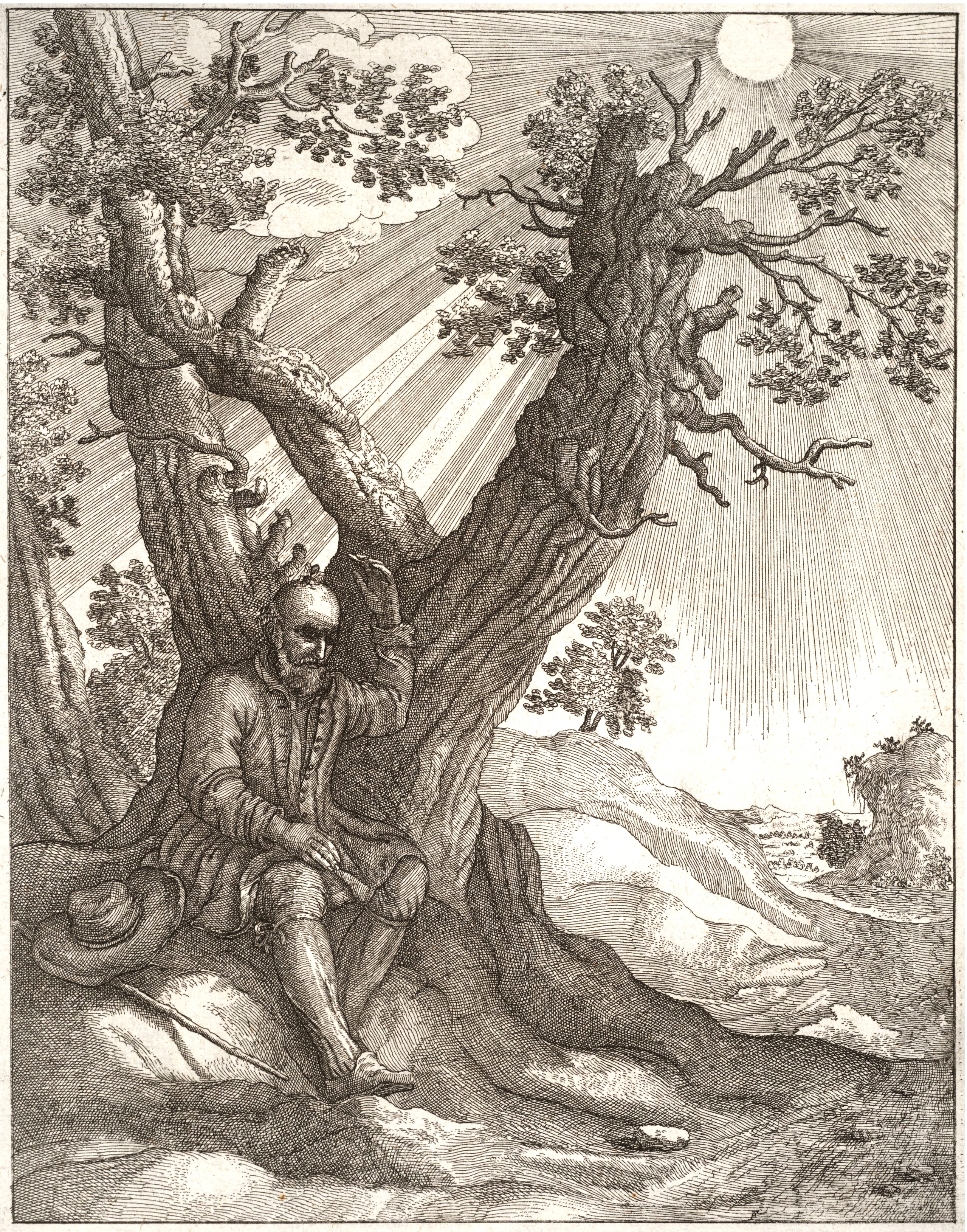
رسم Wenceslas Hollar الإيضاحي لجون أوجيلبي إيسوبيكس ، 1666

عُثر على قصة  الأصلع والذبابة في أقدم مجموعة من أساطير إيسوب ومرقمة 525 في فهرس بيري. على الرغم من أن القصة تتناول موضوع العقاب العادل الا انها  استخدمت من قبل المترجمين اللاحقين كمشورة لضبط النفس.

## الضرر المتعمد
لسع رجل أصلع من بعوضة ثم صفع المنطقة.حيث سخرت منه الذبابة أشارت إلى أنه يؤذي نفسه باحثا عن الانتقام  يرد الرجل بأنه مستعد لتحمل  الالم في سبيل تدمير مخلوق دنيئ.تعليقًا على الحكاية التي سجلها فايدروس، اعتبر فرانسيسكو رودريغيز أدرادوس أنها كانت ظرفية في الأصل ولكنها تطورت بعد ذلك إلى نقاش حول السعي الصحيح لتحقيق العدالة.
على الرغم من أنه لم يسمع سوى القليل عن مجموعة فيدروس من الأساطير خلال العصور الوسطى إلا أن هذه القصة عادت للظهور في أعمال الآخرين  بما في ذلك مجموعة جاك دي فيتري من القرن الثالث عشر من الأمثلة الأخلاقية للخطب. بعد اكتشاف مخطوطات فيدروس القديمة خلال عصر النهضة، تم إجراء عدد من الترجمات المقطوعية للعمل بأكمله من القرن الثامن عشر فصاعدًا بواسطة كريستوفر سمارت في عام 1753 وبروك بوثبي في عام 1809، وبواسطة فريدريك تولر في 1854، وبقلم ب.ف.ويدوز عام 1992. بالإضافة إلى ذلك  تم تضمين الحكاية ضمن حفنة ترجمتها آشلي كوبر في عام 1769 بالإضافة إلى تحديثها لظروف العمل الحديثة في مجموعة متنوعة بعنوان إيسوب في بذلة القرد وايضا خمسون حكاية للغابة المتعاونة.

## دعوة للسخرية
بينما اتخذ الطرف المصاب في المناظرة بين الرجل والبعوضة  موقفًا أخلاقيًا بأن الهجوم الغير المبرر يستلزم ردة فعل قاسية جادلت البعوضة بأن غضب الرجل بسبب اللسعة الطفيفة  أمر يستدعي السخرية. بالنسبة إلى فايدروس، «يوضح هذا المثال أن الخطأ الغير مقصود يجب ان يغض الطرف عنه، ولكن التسبب في ضرر عمدًا يستحق العقوبة، في رأيي.» في حين أن الإصدارات النثرية لجورج فيلر تاونسند وفيرنون جونز لم تنظر إلى الجانب الاخلاقي، بل تركز على ردة فعل الرجل القوي.
منذ العصور الوسطى، اتخذ بعض المؤلفين موقف البعوضة في الجدل. اختتم Adémar de Chabannes روايته ب بأن «الشخص الذي يصنع أعداء غير مؤذيين، ويرمي عليهم إيذاء نفسه، لهو شخص مضحك». ومع ذلك، اختتمت النسخة الإسبانية من الحكاية في La vida del Ysopet con sus fabulas hystoriadas (1489)، المأخوذة من نفس المصدر لكاكستون، بتحذير «أنه لا يجب أن تسعى إلى العداء من أجل المتعة، نظرًا للشر وعدم معقولية الآخرين، يمكن أن تتأذى من الشخص الذي تؤذيه وتضايقه». حتى أن جون أوجيلبي جعل البعوضة تتحدث في دفاعها عن نفسها في كتابه Aesopics: يجب أن يكون «الصدأ» الملعون ممتنًا للدرس الدائم الذي لا يترك نفسه مكشوفًا للهجوم في المستقبل.
في القرن التالي، أعاد ويليام سومرفيل تفسير البعوضة على أنها ديماغوجية مزعجة يمكن تجاهلها بأمان من قبل «مجلس الشيوخ» الأرستقراطي في نسخته الشعرية من الحكاية، «ولشمان الأصلع وذلاي». تبعه جوزيف جاكوبس، الذي خلص، مع المؤلفين الجبناء قبله، إلى «أنك لن تؤذي نفسك إلا إذا لاحظت الأعداء الحقراء».

## روابط خارجية
- الرسوم التوضيحية من القرن الخامس عشر إلى القرن العشرين من الكتب